# Semampirejo
Semampirejo is een bestuurslaag in het regentschap Lamongan van de provincie Oost-Java, Indonesië. Semampirejo telt 2062 inwoners (volkstelling 2010).